# Culiseta
Culiseta é um género zoológico, pertencente à família Culicidae, que é vulgarmente chamada de mosquito.

## Espécies
- Culiseta alaskaensis
- Culiseta annulata
- Culiseta bergrothi
- Culiseta dyari
- Culiseta impatiens
- Culiseta incidens
- Culiseta inornata
- Culiseta inomata
- Culiseta longiareolata
- Culiseta melanura
- Culiseta minnesotae
- Culiseta morsitans
- Culiseta particeps
- Culiseta ochroptera
- Culiseta subochrea
- Entre outros